# Orfeó Masnoví
L'Orfeó Masnoví fou un orfeó de la vila del Masnou fundat l'any 1928 i que va funcionar fins a l'any 1952. Es va fundar amb el suport del mestre Lluís Millet i Pagès, que n'assistí a la festa d'inauguració. El seu primer concert fou el 16 de setembre de 1928 al Centre Coral Unió Masnovina (Casinet), que era l'entitat de la qual depenia. Fou dirigit pels mestres Martí Cabús i Matamala, primer, i Jaume Sampera i Pagès, després. El cor participà, el 1928, en una trobada d'orfeons catalans a l'estadi de Montjuïc. El setembre de 1930 tingué lloc la benedicció de la senyera de l'Orfeó, que es feu a la parròquia de Sant Pere del Masnou, i en foren padrins Lluís Millet i Pagès i Teresa Batlló.
Va gaudir de força prestigi, sobretot encoratjat cada estiu pel mestre Millet, quan feia el seu sojorn estival al Masnou. Va arribar a tenir 130 membres. Feren actuacions al Masnou i també a altres indrets com ara Banyoles.
L'any 1934 desaparegué provisionalment, però a partir de l'any 1946 tornà a estar actiu. En aquesta segona etapa comptà amb la direcció de Jaume Sampera i Pagès, de nou, i de Jordi Mora. L'any 1947 es nomenà Lluís Maria Millet i Millet com a soci honorari. L'any 1949 se celebrà un gran concert al Centre Coral Unió Masnovina (Casinet), per celebrar el tercer aniversari de la segona època de l'Orfeó, que comptava aleshores amb 90 cantaires. L'any 1950 el Centre Coral Unió Masnovina, del qual depenia, es va reconvertir en Sociedad Cultural Nueva Unión Masnouense (SOCNUM) i l'any 1952 va decidir dissoldre l'Orfeó Masnoví per raons econòmiques.